# Matteo Belfrond
Matteo Belfrond (15 dicembre 1967) è un ex sciatore alpino italiano.

## Biografia
Originario di Pré-Saint-Didier e cresciuto nello Sci Club Courmayeur, specialista delle gare tecniche, fece parte dal 1990 al 1998 della nazionale maschile di sci alpino; esordì in campo internazionale ai Mondiali juniores di Jasná 1985 e ottenne il primo risultato di rilievo in Coppa del Mondo il 3 marzo 1990 a Veysonnaz in slalom gigante, concludendo 13º. Ai Mondiali di Morioka 1993, sua unica presenza iridata, si classificò 19º nella gara di slalom gigante.
Nel 1994 conquistò in slalom gigante i suoi due podi in Coppa del Mondo, l'8 gennaio a Kranjska Gora (2º, preceduto dallo svedese Fredrik Nyberg per dodici centesimi di secondo) e il 6 marzo ad Aspen (3º, alle spalle ancora di Nyberg e dell'austriaco Christian Mayer). Nel 1998 ottenne l'ultimo podio in Coppa Europa, vincendo lo slalom speciale disputato a Todtnau l'8 febbraio, e prese per l'ultima volta il via in Coppa del Mondo, il 14 dicembre a Sestriere in slalom speciale senza completare la prova. Si ritirò al termine della stagione 1999-2000 e la sua ultima gara fu lo slalom speciale dei Campionati italiani 2000, disputato il 28 marzo a Monte Pora e chiuso da Belfrond al 36º posto.

## Palmarès

### Coppa del Mondo
- Miglior piazzamento in classifica generale: 27º nel 1994
- 2 podi (entrambi in slalom gigante):
  - 1 secondo posto
  - 1 terzo posto

### Coppa Europa
- 3 podi (dati dalla stagione 1994-1995):
  - 1 vittoria
  - 1 secondo posto
  - 1 terzo posto

#### Coppa Europa - vittorie
| Data            | Località | Paese    | Specialità |
| --------------- | -------- | -------- | ---------- |
| 8 febbraio 1998 | Todtnau  | Germania | SL         |

Legenda:

SL = slalom speciale

### Far East Cup
- 2 podi (dati dalla stagione 1994-1995):
  - 1 secondo posto
  - 1 terzo posto

### Campionati italiani
- 4 medaglie[2][3]:
  - 2 argenti (slalom gigante nel 1994; slalom speciale nel 1998)
  - 2 bronzi (slalom gigante nel 1996; slalom gigante nel 1997)